# Racjonalista.pl
Racjonalista.pl – polski portal internetowy prowadzony przez środowisko polskich antyklerykałów, wolnomyślicieli i racjonalistów, określany przez twórców „Portalem Wiedzy i Myśli”. Pełna nazwa serwisu: Ośrodek Racjonalistyczno-Sceptyczny im. de Voltaire’a „Racjonalista”. Serwis był notowany w rankingu Alexa na miejscu 590 290.

## Agregat
- czasopismo internetowe publikujące opracowania z wszystkich dziedzin wiedzy oraz felietony; średnio publikuje od kilkunastu do kilkudziesięciu artykułów tygodniowo; serwis podzielony jest na 14 działów tematycznych (Światopogląd, Religie i sekty, Biblia, Kościół i Katolicyzm, Filozofia, Nauka, Społeczeństwo, Prawo, Państwo i polityka, Kultura, Felietony i eseje, Czytelnia i książki, Ludzie, cytaty, Tematy różnorodne) oraz ponad 250 poddziałów tematycznych.

- serwis nowin naukowych, podzielony na 21 gałęzi nauki
- Lireum – blog liryczny Racjonalisty
- księgarnia internetowa
- wydawnictwo
- katalog tematyczny stron internetowych
- MYŚLnick – newsletter wydawany co dwa tygodnie, przekazujący informacje o nowościach oraz komentarze redakcyjne
- serwisy usługowe: konta e-mailowe, przestrzeń serwerowa (hosting), blogi społeczności
- syndykator treści zewnętrznych: a) wybór najciekawszych artykułów z sieci, dokonywany przez czytelników i redakcję; b) 38 kanałów RSS z innych serwisów (Racjonalista zawiera także dwa własne kanały RSS/Atom: jeden obejmujący publicystykę, drugi – nowiny naukowe)

- serwisy społecznościowe:
  - forum dyskusyjne podzielone na 8 działów (ABC Racjonalisty, Filozofia i światopogląd, Religia, Kościół i antyklerykalizm, Społeczeństwo i kraj, Nauka, Kultura, Sprawy serwisu);
  - Znajdź mnie... – wyszukiwarka profilów
  - serwis Polskiego Stowarzyszenia Racjonalistów obsługuje także Forum PSR oraz lokalne ośrodki stowarzyszenia
  - zespół racjonalista.pl w projekcie BOINC
  - klub Amatorów Teleskopowego Majsterkowania zrzeszający i wspierający ludzi wykonujących własne teleskopy do obserwacji nieba

Serwis zawiera także system motywacyjny dla jego użytkowników punktujący wszelką aktywność użytkowników i wszelkie formy współtworzenia treści (ranking i nagrody).

## Historia
Serwis został założony 12 marca 2000 roku przez Mariusza Agnosiewicza. Początkowo nazywał się „Obywatel Agnostyk”, następne przez dłuższy czas „Klerokratia”. W pierwszym okresie swego istnienia serwis miał charakter antyklerykalny. Po około pół roku profil rozszerzył się o krytyczne religioznawstwo i biblistykę. Po roku ukształtował się profil światopoglądowy serwisu – propagowanie racjonalizmu i wolnomyślicielstwa.
Serwis nieustannie się rozwijał, dochodzili kolejni publicyści, a wokół serwisu zaczęła się gromadzić społeczność. Początkowo serwis prowadzony był w prostej technologii, w całości opierał się na HTML-u.
1 czerwca 2002 serwis przeszedł radykalną przemianę: Klerokratia została przekształcona w Racjonalistę. Racjonalista oparł się na technologii (której rdzeń stanowi PHP) zaprogramowanej przez Michała Przecha oraz nowym designie wykonanym przez Patrycję Stańczyk. Racjonalista zachował profil światopoglądowy Klerokratii, lecz stał się przede wszystkim kompendium, otwierając się na publikacje ze wszystkich ważniejszych dziedzin wiedzy.
Portal Racjonalista.pl nawiązuje do czasopisma „Racjonalista”, wydawanego przed wojną przez polski ruch racjonalistyczny.
1 czerwca 2003 serwis zainaugurował sekcję anglojęzyczną, wchodząc jednocześnie w ścisłą współpracę z magazynem „American Rationalist”, którego (do 2005) Racjonalista stał się organem internetowym.
W styczniu 2005 ludzie skupieni wokół "Racjonalisty" powołali Polskie Stowarzyszenie Racjonalistów.
W 2006 roku serwis był jednym z czołowych polskich serwisów informacyjno-publicystycznych (według badania firmy Gemius portal zajął 15. miejsce wśród portali w kategorii „Informacje, publicystyka, media”) oraz jednym z największych serwisów podejmujących tematykę światopoglądową.

## Publikacje

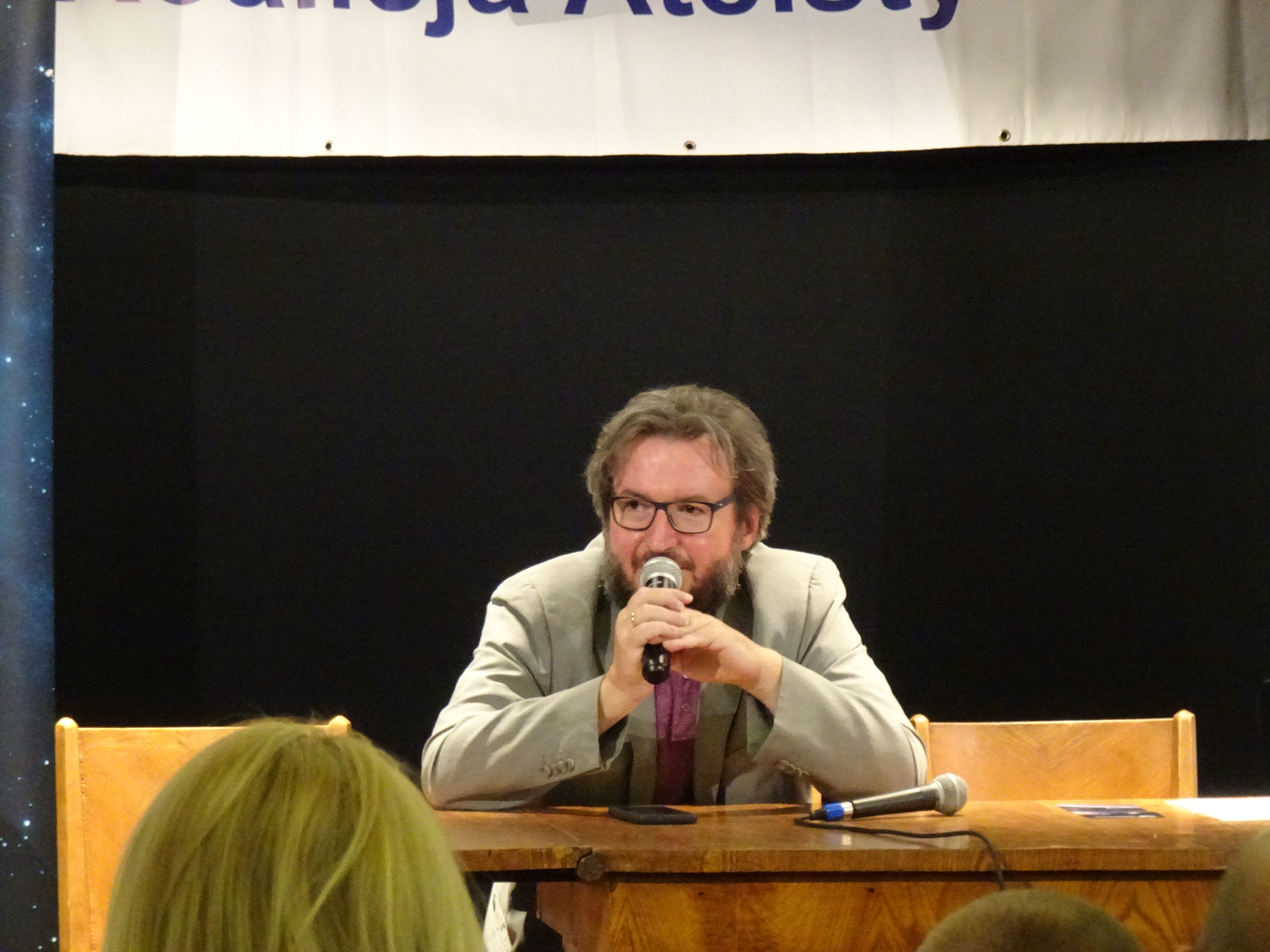
Jacek Tabisz

Serwis publikuje artykuły własnych autorów oraz autorów z zaprzyjaźnionych czasopism. Zasady publikacji wyznacza „Regulamin publikacji” (umowa między autorem a redakcją) oraz poradnik publicysty. Każdy autor do publikacji załącza swoją notę biograficzną, dane kontaktowe dla zainteresowanych czytelników, często także zdjęcie. W Racjonaliście ukazują się przede wszystkim teksty światopoglądowe i felietony oraz opracowania naukowe i popularnonaukowe. Wszystkie zasoby udostępnione są nieodpłatnie.
Wokół serwisu skupionych jest kilkunastu tłumaczy, dokonujących przekładów z publikacji i prasy anglojęzycznej, holenderskiej, włoskiej, francuskiej, szwedzkiej, bułgarskiej i słowackiej (głównie o charakterze wolnomyślicielsko-racjonalistycznym).
Wybrani autorzy:
| Krajowi                | Zagraniczni          |
| ---------------------- | -------------------- |
| Andrzej Koraszewski    | Richard Dawkins      |
| Krzysztof Szymborski   | Dirk Verhofstadt     |
| Bogdan Miś             | Victor J. Stenger    |
| Andrzej Nowicki        | Steven Pinker        |
| Paweł Borecki          | Daniel C. Dennett    |
| Bernard Korzeniewski   | James A. Haught      |
| Barbara Stanosz        | Christopher Hitchens |
| Stanisław Obirek       | Sam Harris           |
| Witold Michałowski     | Wafa Sultan          |
| Piotr Napierała        | Ed Yong              |
| Jacek Tabisz           | Eric MacDonald       |
| Andrzej Rusław Nowicki | Amil Imani           |
| Jerzy Drewnowski       | Jerry Coyne          |

## Specjalizacje
Serwis nie posiada ogólnej specjalizacji tematycznej, gdyż nastawiony jest na tworzenie ogólnego kompendium wiedzy. Publikacje w serwisie dotyczą m.in. takich dziedzin, jak:
1. religioznawstwo – największy[potrzebny przypis] zasób artykułów w sieci poświęcony poszczególnym kościołom, sektom i wierzeniom;
2. biblistyka – analizy krytyczno-literackie (a w zasadzie krytyka i zaprzeczenie istnienia Boga poprzez odwoływanie do źródeł bliskowschodnich), translatorskie, historyczne i archeologiczne Starego i Nowego Testamentu; dział biblijny posiada przeglądarkę biblijną, stworzył ponadto własną synopsę ewangelii kanonicznych w nowym przekładzie świeckim (synopsa.racjonalista.pl);
3. prawo wyznaniowe – największy[potrzebny przypis] serwis poświęcony tej tematyce, zawiera historię prawa wyznaniowego, akty prawne, orzeczenia, uchwały, glosy, interpelacje i oświadczenia parlamentarne dot. prawa wyznaniowego oraz bardzo rozbudowaną analizę polskich konkordatów; oryginalnym elementem jest też „Podręcznik dla kościołów”, czyli swoisty poradnik, jak zakładać i prowadzić związek wyznaniowy;
4. centrum wolteriańskie – zawiera wiele tekstów źródłowych Woltera, opracowań jemu poświęconych oraz odnośników do innych stron internetowych i pozycji bibliograficznych;
5. centrum nietzscheańskie – zawiera wiele tekstów źródłowych Nietzschego, opracowań jemu poświęconych oraz odnośników do innych stron internetowych;
6. cyberdziennikarstwo – kształtowanie warsztatu dziennikarzy internetowych, porady, szkolenia, linki.

## Patronaty mediowe
Portal Racjonalista obejmował patronat mediowy nad:
- Publikacjami: Opowieści Zoharu, Homini, Kraków 2005; Sergio Quinzio, Hebrajskie korzenie nowożytności, Homini, Kraków 2005; Walter Burkert, Stwarzanie świętości. Ślady biologii we wczesnych wierzeniach religijnych, Homini, Kraków 2006; Walter Burkert, Starożytne kulty misteryjne, Homini, Kraków 2007; Ścieżki wolności. Z Tadeuszem Bartosiem OP rozmawia Krzysztof Bielawski, Homini, Kraków 2007; Richard Dawkins, Bóg urojony, CiS, Warszawa 2007; Richard Dawkins, Rzeka genów, CiS, wyd. II, Warszawa 2007; John Brockman (red.), Nauka a kreacjonizm. O naukowych uroszczeniach teorii inteligentnego projektu, CiS, Warszawa 2007; Wydanie Specjalne „Wiedzy i Życia” 3/2007: KOSMOS[5]; Christopher Thomas Scott, Czas komórek macierzystych, CKA, Gliwice 2008; Michel Onfray, Traktat ateologiczny, PIW, 2008; Burt Guttman, Ewolucjonizm, CKA, Gliwice 2008;
- Festiwale nauki: Dąbrowa Górnicza: I: maj 2005, II: marzec 2006, IV: marzec 2008;
- Wystawy: „Discovery-Magiczna Siła” (popularnonaukowa), maj 2006;
- Festiwale filmowe: I Ogólnopolski Festiwal Filmów Popularnonaukowych w Gdańsku, maj 2006;
- Internetowa Lista Ateistów i Agnostyków (kampania społeczna Polskiego Stowarzyszenia Racjonalistów);
- Festiwal Filozofii: Lewin Kłodzki: wrzesień 2007; Międzygórze: wrzesień 2008.

## Zaprzyjaźniony portal
Racjonalista.pl uzyskał status „Zaprzyjaźnionego portalu” Bałtyckiego Festiwalu Nauki.

## Profil światopoglądowy portalu
Racjonalista preferuje wyraźnie w swych publikacjach światopogląd wolnomyślicielsko-racjonalistyczny.
W związku z przynależnością założyciela portalu do Światowej Federacji Transhumanistycznej, na portalu publikowane są również teksty transhumanistyczne.
Światopogląd wolnomyślicielsko-racjonalistyczny jest zdominowany przez ludzi zdystansowanych do religii, na ogół ateistów i agnostyków. Profil światopoglądowy serwisu podkreśla jego patron, Voltaire.

## Kontrowersje
Na portalu racjonalista.pl artykuły ekonomiczne publikuje Jerzy Izdebski, absolwent Studium Nauczycielskiego o profilu fizyka. Od 4 grudnia 2010 jest uznany za zmarłego, ale w 2013 roku opublikował 9 artykułów.

## Redakcja
- Redaktor naczelny: Mariusz Agnosiewicz
- Webmaster: Michał Przech

W dniu 16 lipca 2008 portal Racjonalista.pl został zarejestrowany jako czasopismo w rejestrze dzienników i czasopism sądu okręgowego.